# Johann Friedrich Bauder (Beamter)
Johann Friedrich Bauder (* 4. März 1741 in Altdorf; † 26. Januar 1831 in Ansbach) war ein preußischer und bayerischer Jurist und Beamter.

## Leben

### Familie
Johann Friedrich Bauder war der Sohn des Händlers und Bürgermeisters von Altdorf Johann Friedrich Bauder und dessen Ehefrau Anna Maria (* 12. März 1708 in Altdorf; † 29. April 1786 ebenda), die Tochter des Stadtrats Johann(es) Schmidt (1679–1762); er hatte noch fünf Geschwister. Seine Schwester Sabina Barbara Bauder (* 2. August 1739 in Altdorf; † 1806 in Nürnberg) war mit dem Pfarrer Georg Ernst Weber (* 19. Juli 1734 in Nürnberg; † 23. September 1791 in Burgfarrnbach) und seine Schwester Elisabeth Maria Bauder (* 30. September 1752 in Altdorf; † 3. Januar 1810 in Nürnberg) war mit dem Pfarrer Christian Gottfried Junge (* 10. Oktober 1748 in Nürnberg; † 27. März 1814 ebenda) verheiratet.
Seine Nichte Katharina Sabine Bauder (* 28. April 1784 in Altdorf; † 27. März 1862 in Erlangen) heiratete 1818 den Theologen und Hochschullehrer Leonhard Johann Bertholdt.
Am 24. April 1770 heiratete Johann Friedrich Bauder in der Kirche St. Sebald in Nürnberg Susanna Barbara (* 2. Dezember 1749 in Nürnberg; † 17. April 1823 in Ansbach), die Tochter von Michael Wilhelm Rohrmann.

### Werdegang
Von 1748 bis 1752 erhielt Johann Friedrich Bauder Unterricht durch Hauslehrer, unter anderem durch den späteren Hochschullehrer Georg Andreas Will sowie dem späteren Kirchenhistoriker Johann Christoph Martini, dem späteren Rektor Bernhard Friedrich Hummel und dem Kantor Christian Friedrich Rašca (1704–1783). 
Er immatrikulierte sich 1755 sowie 1758 an der Universität Altdorf und hörte Vorlesungen unter anderem bei Johann Konrad Löhe (1723–1769), Georg Andreas Will, Michael Adelbulner, Johann Andreas Michael Nagel, Johann Heumann von Teutschenbrunn, Johann Conrad Stieglitz (1724–1795) und Johann Bernhard Hoffer (1728–1792). Er setzte sein Studium der Rechtswissenschaften seit dem 6. Mai 1760 an der Universität Erlangen fort und hörte dort Vorlesungen unter anderem bei Andreas Elias Roßmann (1743–1767), Carl Adolph Braun, Johann Justin Schierschmid und Johann Paul Reinhard. 1761 kehrte er nach Altdorf zurück und beendete dort 1764 als Lizenziat der Rechtswissenschaften seine Studien.
Nach Beendigung des Studiums ging er für zwei Jahre nach Wien und konnte dort sein Wissen bei Heinrich Christian von Senckenberg, Carl Adolph von Braun und Ludwig Carl von Eckbrecht von Dürckheim (1733–1774) vertiefen.
Im März 1766 erhielt er aus Nürnberg den Ruf die Stelle eines Advokaten sowie im September desselben Jahres eines Syndikus zu besetzen, sodass er im September 1766 die Rückreise aus Wien über Oberungarn, Mähren, Böhmen, Obersachsen, Brandenburg, Hamburg, Hannover, Braunschweig, Hessen und Wetzlar, dort besuchte er das Reichskammergericht, nach Hause antrat. Er erreichte im April 1767 Nürnberg und erhielt kurz darauf den Dr. jur. durch die Universität Altdorf zuerkannt.
Er wurde im Juli 1771 Konsulent in Nürnberg und kam im darauffolgenden Jahr in das Untergericht sowie das Stadt- und Ehegericht in Nürnberg. Im Oktober 1783 ging er als Assessor des Kaiserlichen Landgerichts nach Ansbach. Nachdem Markgraf Alexander seine beiden Markgrafentümer Brandenburg-Ansbach und Brandenburg-Bayreuth an Preußen verkauft hatte, wurde Johann Friedrich Bauder ebenfalls 1783 Geheimer Hof- und Regierungsrat in Ansbach. 1795 erhielt er das Patent als preußischer Geheimer Regierungs- und Pupillenrat. 
Nachdem Ansbach an das 1806 gegründete Königreich Bayern gefallen war, wurde er zum bayerischen Geheimen Regierungsrat ernannt und 1808 bei vollem Gehalt in den Ruhestand entlassen.

## Mitgliedschaften
Bereits während seines Studiums wurde er durch Georg Andreas Will in der Altdorfischen Deutschen Gesellschaft aufgenommen

## Schriften (Auswahl)
- De Homoeotelevtis Germanorvm Poeticis. Altdorf, 1759 (Digitalisat).
- Dissertatio inauguralis iuridica sistens observationes ex iure Romano Germanico ad occupationem bellicam rerum mobilium potissimum pertinentes. Altorf, 1764 (Digitalisat).